# (21561) Masterman
(21561) Masterman (1998 QR93) – planetoida z pasa głównego asteroid okrążająca Słońce w ciągu 4,4 lat w średniej odległości 2,68 j.a. Odkryta 28 sierpnia 1998 roku.